# John Wick
John Wick (bra: John Wick – De Volta ao Jogo; prt: John Wick) é um filme americano neo-noir de ação e suspense dirigido por Chad Stahelski e David Leitch e lançado em 2014. É protagonizado por Keanu Reeves, que interpreta o personagem titular, além de contar com Michael Nyqvist, Alfie Allen, Adrianne Palicki, Bridget Moynahan, Dean Winters, Ian McShane, John Leguizamo e Willem Dafoe em seu elenco. A história se concentra em John Wick, um assassino aposentado que busca vingança pelo roubo de seu carro e a morte de seu cachorro, um presente de sua esposa recentemente falecida. Stahelski e Leitch dirigiram o filme juntos, apesar de Leitch não ter sido creditado.
O filme foi escrito por Derek Kolstad, que completou o roteiro em 2012 e o desenvolveu para a Thunder Road Pictures. John Wick foi produzido por Basil Iwanyk, da Thunder Road Pictures, Leitch, Eva Longoria e Michael Witherill. O filme marca a estreia de Stahelski e Leitch como diretores depois de trabalhos como diretores de segundo plano e coordenadores de dublês. Já tinham no entanto trabalhado com Reeves como dublês na trilogia The Matrix.
A abordagem dada por Stahelski e Leitch às cenas de ação vem da admiração de ambos por animes e filmes de artes marciais. O uso no filme de coreografias de luta e de técnicas gun fu do cinema de ação de Hong Kong foram também influências na produção. Destaca-se a homenagem que John Wick faz a trabalhos como The Killer de John Woo, Le Cercle Rouge e Le Samouraï de Jean-Pierre Melville, Point Blank de John Boorman e o subgênero spaghetti western dos clássicos filmes western.
Em seu lançamento, o filme recebeu críticas positivas de especialistas, que elogiaram as performances, fotografia e sequências de ação do longa, arrecadando US$ 88 milhões mundialmente. Três sequências foram lançadas, sendo elas John Wick 2: Um Novo Dia Para Matar (2017), John Wick 3: Parabellum (2019) e John Wick 4: Baba Yaga (2023).

## Enredo
Depois que John Wick (Keanu Reeves) perde sua esposa Helen (Bridget Moynahan) para uma doença terminal, ele recebe um cachorro  beagle. chamado Daisy, por instruções de Helen, para ajudá-lo a lidar com sua morte. Ele se conecta com o cachorrinho e eles passam o dia a dirigir em seu 1969 Mustang Boss 429. Em um posto de gasolina, ele encontra um trio de gangsters russos cujo líder, Iosef Tarasov (Alfie Allen), insiste em comprar seu carro, mas John se recusa a vendê-lo. John não supera a perda de sua amada esposa e, após o desagradável encontro com os russos, ele vai para um antigo aeroporto particular, onde descarrega toda sua raiva e frustração ao dirigir seu Mustang a toda velocidade. Os russos seguem John para sua casa, a invadem durante a noite, atacam John, que assiste indefeso como eles matam Daisy antes de roubar o carro dele. No dia seguinte, Iosef tenta ter o carro modificado por Aurelio, o proprietário de um Chop Shop que se recusa a levá-la e bate Iosef ao perceber a quem pertencia e o que Iosef fez para roubá-lo. John posteriormente visita Aurelio, que lhe diz Iosef é o filho de Viggo Tarasov, chefe do sindicato do crime russo em Nova York e ex-empregador de John, antes de emprestar-lhe um outro carro. Aurelio, que trabalha com Viggo, é forçado a explicar o que aconteceu com Viggo, que repreende Iosef e explica que John Wick é: seu melhor assassino, apelidado de  Baba Yaga  (ou "Boogeyman"), que se aposentou depois de se apaixonar por uma mulher, tinha ajudado Viggo ganhar o controle de seu sindicato, eliminando, sozinho, toda a concorrência, uma tarefa que ele considerou "impossível".
Viggo, querendo proteger seu filho, tenta convencer John a desistir de buscar vingança, no entanto John desconsidera abruptamente, fazendo Viggo enviar um esquadrão de ataque à sua casa para executá-lo, apenas para ele despacha-lo rapidamente. Viggo em seguida, coloca uma recompensa de 2 milhões de dólares em John e primeiro dá a oferta à Marcus, um assassino veterano e mentor deste, que a contragosto aceita. John, posteriormente, busca refúgio no Continental, um hotel que atende exclusivamente aos assassinos, com a regra de que nenhuma empresa pode ser realizada no local. Quando Viggo aprende a isso, ele duplica a recompensa. John descobre a partir de Winston, o dono da Continental, que Viggo tem Iosef protegido em seu clube Noite do Círculo Vermelho. Antes de despachar a maioria do pessoal de segurança, John vai para o clube e mata Victor, o amigo de Iosef, mas Iosef escapa após John ser atacado por Kirill, capanga de Viggo. John escapa de volta para a Continental para tratar suas feridas antes de ser atacado por Ms. Perkins, uma assassina e antiga conhecida de John que tinha tomado o contrato para matá-lo. John vence Perkins, eventualmente, a subjuga e obriga-a a revelar a localização do esconderijo da caixa de Viggo, e logo após sai e a deixa com um vizinho e amigo de nome Harry para aguardar sua punição por quebrar as regras do hotel. Perkins, eventualmente, se liberta e mata Harry.
John vai para a igreja, que é uma fachada para o esconderijo de caixa, elimina todos os guardas, e queima o dinheiro de Viggo, bem como várias inteligências contra os policiais e funcionários do governo que Viggo usa como alavanca sobre a cidade. Quando Viggo chega à igreja, John embosca-os, eliminando mais capangas antes de ser subjugado por Kirill, que bate em John com um SUV. John é amarrado e Viggo zomba dele por causar problemas por causa de um cão e pensando que ele poderia deixar sua antiga vida para trás. Ele deixa John para ser torturado e morto por Kirill e outro capanga, mas Marcus, tendo escolhido proteger John, mata o outro capanga, permitindo John se libertar e matar Kirill. John então intercepta o carro de Viggo e obriga-o a revelar a localização de Iosef e retire a recompensa, que Viggo a contragosto faz. John vai para a casa segura onde Iosef está se escondendo e mata todos os guardas antes de matar um Iosef sem remorsos.
Perkins vê que John e Marcus estiveram em contacto e diz a Viggo que tem Marcus torturado e morto em sua casa sobre a sua traição. Viggo conta pra John sobre a morte de Marcus, atraindo John para sua casa, onde Perkins está esperando para emboscá-lo. Antes que ela é chamada para uma reunião secreta com Winston, que revoga a sua adesão à Continental por quebrar as regras e tem sua execução. Winston chama John para informá-lo de um helicóptero chegando ao porto para transportar Viggo à distância. John corre para o porto e executa os restantes dos capangas de Viggo antes de entrar em uma briga com Viggo no banco dos réus. Viggo puxa uma faca em John e como eles lutam, apunhala John em seu abdômen já ferido. John é ferido, mas é capaz de ganhar a mão superior, tomando a faca de Viggo e esfaqueá-lo no lado do pescoço. Viggo, mortalmente ferido, afunda mais e morre, e John, ferido, mas ainda resistente, pára para voltar a assistir a um vídeo dele e de sua esposa em seu telefone. Depois de ganhar força, John acaba em um hospital veterinário para tratar seu ferimento antes de tomar um pit-bull para fora de uma das gaiolas para uma caminhada no calçadão, onde teve seu último encontro com Helen.

## Elenco
- Keanu Reeves como John Wick, um assassino de aluguel.
- Michael Nyqvist como Viggo Tarasov, o líder da familía Tarasov.
- Alfie Allen como Iosef Tarasov, o filho arrogante de Viggo Tarasov.
- Adrianne Palicki como Srta. Perkins, uma assassina contratada distinta do submundo dos assassinos e uma antiga conhecida de John Wick.
- Bridget Moynahan como Helen Wick, esposa de John Wick.
- Dean Winters como Avi, braço direito de Viggo.
- Ian McShane como Winston, dono do Hotel Continental.
- John Leguizamo como Aurélio, dono de uma loja de reparos de carros e um amigo de John Wick.
- Willem Dafoe como Marcus, um membro da velha guarda dos assassinos.

## Produção

### Desenvolvimento
Fazer um filme é realmente bastante fácil. Fazer um bom é muito mais difícil. Foi uma grande experiência de aprendizagem e estou muito orgulhoso disso. Nós esticamos nosso cronograma até os limites absolutos. Nós lutamos pelo que acreditamos, e escolhemos fazer um filme de ação dirigido por personagens e baseado em personagens. É por isso que escolhi fazê-lo. Esta foi uma oportunidade para fazer algo que não se tratava apenas de carros, explosões, incêndios e lutas. Sim, John luta; Sim, ele atira armas; e ele dirige um carro muito rápido, mas o foco sempre foi tentar fazer algo cinematograficamente diferente ".

— Chad Stahelski, sobre a experiência de dirigir John Wick
Filmagens: 6 de outubro de 2013 até 20 de dezembro de 2013.

## Recepção
No agregador de críticas Rotten Tomatoes, que categoriza as opiniões apenas como positivas ou negativas, o filme tem um índice de aprovação de 86% calculado com base em 217 comentários dos críticos que é seguido do consenso: "Elegante, emocionante e vertiginosamente cinético, John Wick serve como um retorno satisfatório à ação para Keanu Reeves - e o que parece ser o primeiro de uma franquia". Já no agregador Metacritic, com base em 40 opiniões de críticos que escrevem em maioria para a imprensa tradicional, o filme tem uma média aritmética ponderada de 68 entre 100, com a indicação de "revisões geralmente favoráveis". O CinemaScore relatou que o público deu ao filme uma nota "B", em uma escala de A+ a F.